# Новохоперський повіт
Новохоперський повіт — історична адміністративно-територіальна одиниця в складі Саратовського намісництва, Саратовської губернії й Воронезької губернії, що існувала у 1779–1928 роках. Повітове місто — Новохоперськ.

## Географічне положення
Повіт розташовувався у східній частині Воронезької губернії, межував на півночі з Тамбовською губернією, на сході — з Саратовською губернією, на півдні — Областю Війська Донського.
Площа повіту 1897 року становила 5 418,7 верст² (6 167 км²), 1926 року — 6 117 км².

## Населення
За даними перепису 1897 року в повіті мешкало 309 965 осіб (95 317 чоловіків та 97 119 — жінок). За національним складом: росіяни — 84,6%, українці — 15,2%. У повітовому місті Новохоперськ мешкало 5945 осіб.
За підсумками всесоюзного перепису населення 1926 року населення повіту склало 264 620 осіб, з них міське — 7437 осіб.

## Історія
Повіт утворено 1779 року у складі Саратовського намісництва. 1796 року намісництво перетворено на Саратовську губернію.
1802 року повіт передано до складу Воронезької губернії.
1928 губернія скасована, територія повіту увійшла переважно до складу Новохоперського району Борисоглебського округу Центрально-Чорноземної області.

## Склад
Станом на 1880 рік налічував 95 сільських громад, 106 поселень у 14 волостях. Населення — 148 308 осіб (72 396 чоловічої статі та 75 912 — жіночої), 21 633 дворових господарств.
|                     | Площа, десятин | У тому числі орної, дес. |
| ------------------- | -------------- | ------------------------ |
| Сільських громад    | 309 562        | 223 858                  |
| Приватної власності | 160 976        | 55 574                   |
| Надільної власності | 38 052         | 10 137                   |
| Казенної власності  | 3463           | 3119                     |
| Іншої власності     | 2975           | 2525                     |
| Загалом             | 515 028        | 294 713                  |

## Адміністративний поділ
На 1913 рік повіт поділявся на 18 волостей:
| - Алферовська, - Бурляєвська, - Верхнє-Корочанська, - Єланська, - Калмицька, - Краснянська, | - Макаровська, - Макашевська, - Нижнє-Корочанська, - Новогольська, - Пєсковська, - Пиховська, | - Рождественська, - Синявська, - Танцирейська, - Троїцька, - Тюковська, - Ярковська. |